# Stackelbergina praeclara
Stackelbergina praeclara är en tvåvingeart som beskrevs av Shilova och Zelentsov 1978. Stackelbergina praeclara ingår i släktet Stackelbergina och familjen fjädermyggor. Inga underarter finns listade i Catalogue of Life.